# Monticello Amiata
Monticello Amiata è una frazione del comune italiano di Cinigiano, nella provincia di Grosseto, in Toscana.

## Geografia fisica
Il borgo è situato a 734 metri sul livello del mare, lungo la strada che conduce verso il Monte Amiata alle porte della riserva naturale Poggio all'Olmo. L'area collinare in cui è posto segna il definitivo passaggio dalla valle dell'Ombrone al massiccio del Monte Amiata. Monticello Amiata dista circa 50 chilometri da Grosseto e poco più di 9 chilometri dal capoluogo comunale.

## Storia
Anticamente chiamato Montepinzutolo, ricordato per la prima volta in un diploma del 5 aprile 1027 di Corrado II e poi feudo dei signori di Tintinnano, niente rimane oggi dell'antico borgo alto-medievale, completamente distrutto da un incendio nel 1240. Il nuovo borgo fu ricostruito dagli abitanti di Montepinzutolo con il nome di Monticlo, e nel 1261 divenne comune autonomo. Agli inizi del XIV secolo venne posto sotto la protezione di Siena e nel 1348, per insubordinazioni riguardanti il doppio pagamento di tasse all'abbazia di San Salvatore e a Siena, ricevette una scomunica che, curiosamente, ad oggi non è mai stata formalmente ritirata. Annesso al Granducato di Toscana nella metà del XVI secolo, nel 1783 perse la sua autonomia, venendo accorpato a Cinigiano, nuova sede comunale.

## Monumenti e luoghi d'interesse

### Architetture religiose

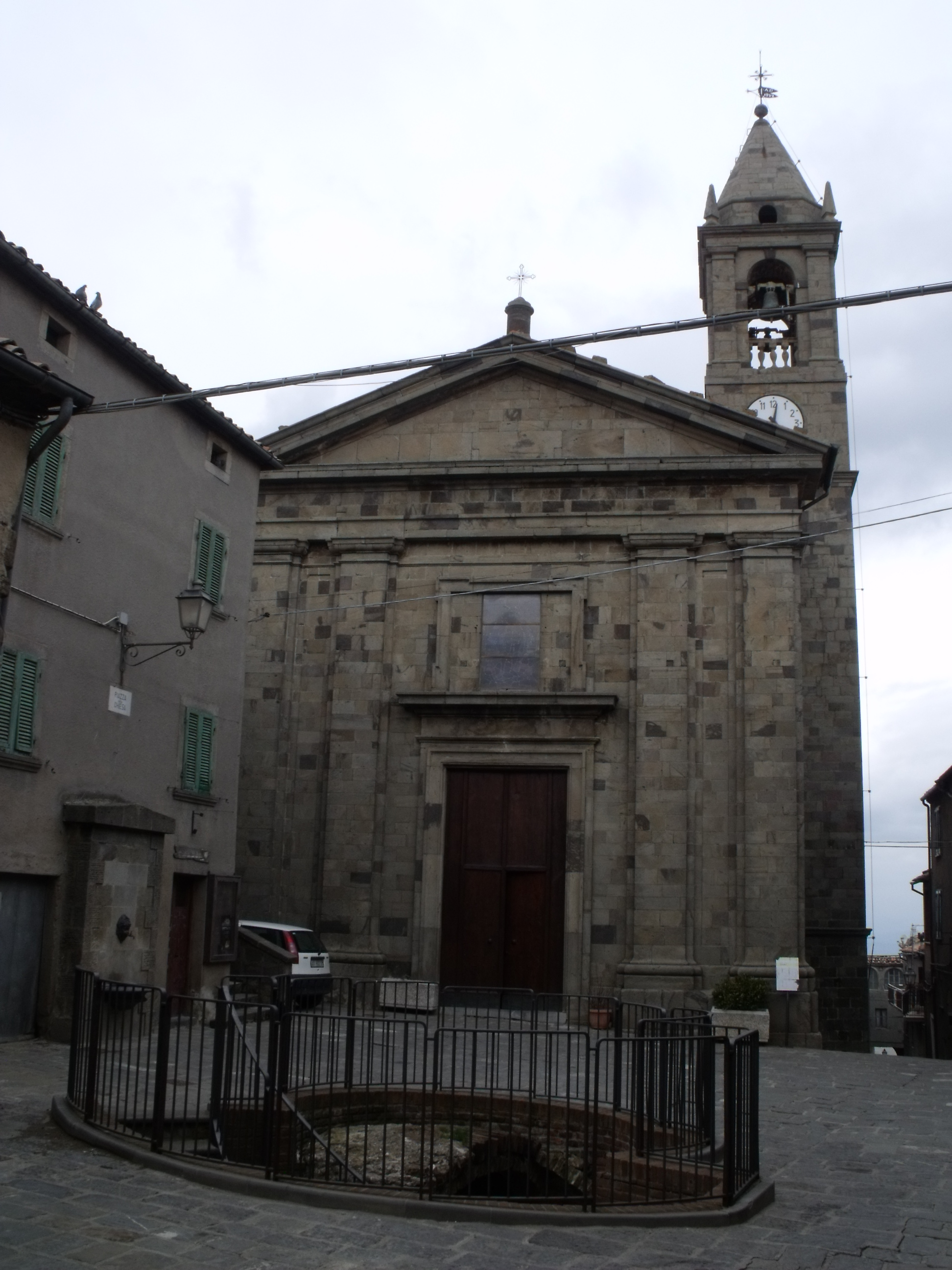
La chiesa di San Michele arcangelo

- Chiesa di San Michele arcangelo, originaria del castello di Montepinzutolo, fu distrutta e ricostruita dopo l'incendio del 1240. Innalzata a prepositura nel 1264, ricevette poi il titolo di pieve nel XV secolo. Tra il 1815 e il 1832 è stata radicalmente ristrutturata dall'architetto Paglierini in stile neoclassico. Tra le maggiori opere contenute all'interno si segnalano: un'acquasantiera del Quattrocento; la tela raffigurante san Carlo Borromeo in preghiera (1600) di Rutilio Manetti; due statue del XVIII secolo in gesso di san Sebastiano e san Michele arcangelo; la tavola di Bartolomeo Neroni, detto il Riccio, con la Madonna col Bambino in trono incoronata da angeli con san Lorenzo e sant'Antonio abate adoranti (1535-1540); un tabernacolo marmoreo a muro decorato, databile intorno al 1470 e avvicinabile alla maniera dello scultore Antonio Ghini.[3] La parrocchia di San Michele conta circa 520 abitanti.[4]

- Oratorio della Compagnia di San Sebastiano, risalente al XV secolo, è stato recentemente trasformato. All'intero sono custodite una tela di Domenico Manetti con la Madonna col Bambino in gloria con san Nicola da Tolentino e sant'Agostino (1650) ed una scultura in legno di san Sebastiano di fine Quattrocento.[5]
- Santuario della Madonna di Val di Prata, situato nel parco della Rimembranza poco fuori dal paese, è ricordato sin dal 1218. Trasformato tra il 1847 e il 1865, contiene due altari seicenteschi, dedicati a sant'Antonio (1692) ed alla Madonna del Carmine (1691), dove è posta la pala della Madonna del Carmine, santa Teresa d'Avila, santa Elisabetta d'Ungheria, san Filippo Neri e sant'Elena attribuita a Giuseppe Nicola Nasini. Inoltre è presente nella chiesa soprattutto una tavola di fine XV secolo della Madonna col Bambino, rimaneggiata nel corso dei secoli, molto venerata e ritenuta miracolosa.[6]
- Cappella della Madonna del Lampino, situata poco fuori dal paese, in località Ripe, è stata costruita su di un tabernacolo affrescato del XVI secolo, oggi posto sulla parete di fondo, che raffigura la Madonna col Bambino, san Michele arcangelo e san Pietro.[7]

### Architetture civili
- Palazzo Comunale, situato nella centrale via Grande, risale al XVII secolo ed era la sede del comune di Monticello Amiata. Sopra il portale bugnato è posto lo stemma degli Aldobrandeschi. Quando nel 1783 il granduca Leopoldo II sancì il trasferimento della sede municipale a Cinigiano, l'edificio divenne sede del tribunale fino al 1837. Successivamente fu abitazione della famiglia Maccherini, mentre oggi ospita la casa museo.[8]

### Architetture militari
- Mura di Monticello Amiata: dopo la prima cinta muraria dell'XI secolo, andata distrutta nell'incendio del 1240, ne fu costruita un'altra che è rimasta pressoché intatta fino ai giorni nostri, anche se in alcuni punti è venuta a saldarsi con abitazioni e costruzioni che edificate a contatto con la fortificazione. Al borgo si può accedere attraverso le due porte che si aprono rispettivamente nella parte occidentale (Porta Grossetana) e in quella orientale (Porta Senese) della cerchia muraria.[9]

## Società

### Evoluzione demografica
Quella che segue è l'evoluzione demografica della frazione di Monticello Amiata. Sono indicati gli abitanti dell'intera frazione e dove è possibile la cifra riferita al solo capoluogo di frazione.
Dal 1991 sono contati da Istat solamente gli abitanti del centro abitato, non della frazione.
| Anno | Abitanti | Abitanti       |
| Anno | Frazione | Centro abitato |
| ---- | -------- | -------------- |
| 1595 | 804      | -              |
| 1640 | 697      | -              |
| 1745 | 316      | -              |
| 1833 | 959      | -              |
| 1845 | 954      | -              |
| 1921 | 1 477    | -              |
| 1931 | 1 443    | -              |
| 1961 | 909      | 702            |
| 1981 | 631      | 565            |
| 1991 | -        | 500            |
| 2001 | -        | 425            |
| 2011 | -        | 442            |

## Cultura
Presso la frazione, nei locali dell'ex Palazzo Comunale, è situata la casa museo di Monticello Amiata, museo etnografico inaugurato nel 1989, che riproduce una tipica abitazione contadina ottocentesca e pone particolare attenzione agli antichi mestieri legati alla lavorazione dell'olio e delle castagne.
Sono stati inoltre realizzati due percorsi naturalistici per la conoscenza del territorio circostante: la "via delle fonti" e la "via della castagna". La via delle fonti costituisce un itinerario storico-ambientale attorno al paese di Monticello Amiata, scendendo verso le sorgenti d'acqua conosciute con i nomi di Fonte vecchia e Fonte di sotto, utilizzate in passato come abbeveraggio per gli animali e per rifornimenti ad uso domestico. La via della castagna è un percorso naturalistico che si inoltra nei boschi sotto al paese fino a raggiungere una vasta area di castagneti da frutto: l'itinerario si caratterizza anche per elementi di tipo antropologico, grazie alla presenza di essiccatoi, capanne e muri a secco.

## Infrastrutture e trasporti
La frazione di Monticello Amiata è attraversata da ovest a est dalla strada provinciale 7 Cinigianese che collega il capoluogo comunale con Arcidosso. A nord è collegata alla strada provinciale del Cipressino dalla strada provinciale 70 di Monticello, mentre a sud, a circa 3 chilometri dal paese, è possibile imboccare la strada provinciale 55 di Stribugliano, che la collega ai borghi di Castiglioncello Bandini, Stribugliano e Vallerona.